# Portrait de Juan de Córdoba (Vélasquez)
Le Portrait de Juan de Córdoba (Anciennement connu sous le nom de Portrait d'un prêtre) est une huile sur toile baroque conservée aux Musées du Capitole à Rome. 
L'identification du personnage a été longtemps débattue, certains y voyant un autoportrait de Diego Vélasquez, jusqu'à ce qu'en 2019 Francesca Curti identifie le modèle en la personne de Juan de Córdoba, agent espagnol à Rome durant le second voyage du peintre.

## Paternité
Une grande partie de la critique ignore cette toile. Cette toile est considérée par Mayer comme un portrait de Francisco de Rioja. José López-Rey n'écarte pas cette hypothèse, et suggère une date proche du Portrait de Luis de Góngora y Argote en 1622. 
Bardi date avec beaucoup de réserves la toile de 1640. Jonathan Brown considère que l'attribution à Vélasquez n'est que possible, suivant une grande partie de la critique qui ignore la toile. 
Le nettoyage réalisé en 1999 par P. Masini permit de confirmer la qualité de la toile, seulement ébauchée dans le vêtement, laissant ouverte la question de son attribution.

## Historique
On sait grâce à Francisco Pacheco que Vélasquez peignit lors de son premier séjour à Rome une étude pour un autoportrait. Il mentionna deux fois une « fameuse » étude d'autoportrait réalisée à Rome par son gendre, Vélasquez :

« Entre autres études, il réalisa à Rome un fameux portrait de lui-même, que je possède, par l'admiration et pour l'honneur de l'art »

« Je tus plus de 150 de mes portraits en couleurs (dix d'entre eux de corps entiers, et plus encore de mi-corps), un de marquises, trois de comtes et un de duchesse (qui est bien le meilleur de toutes mes [toiles de] femmes, de face, à une table ronde) pour montrer celui de mon gendre, Diego Vélasquez de Silva, fait à Rome et peint à la manière du grand Titien (et si je peux parler ainsi) il n'est pas inférieur à ses têtes »

Cependant, la toile disparut, et il n'en reste plus aucune trace à l'exception de ces notes, et, d'après Carl Justi, il semble clair que Pacheco n'aurait traité de « fameuse » un tableau aussi simple dont seule la tête est achevée. Il émet donc l'hypothèse qu'il s'agirait au mieux d'une esquisse laissée à Rome et dont Vélasquez aurait réalisé un portrait qu'il aurait offert à Pacheco une fois en Espagne.
L'identification du personnage a été longtemps débattue, certains y voyant un autoportrait de Diego Vélasquez, jusqu'à ce qu'en 2019 Francesca Curti identifie le modèle. Il s'agit d'un agent espagnol à Rome, Juan de Córdoba, peint par Vélasquez pendant son second voyage et documenté dans les changements de propriétaires de la toile, toujours identifié comme original de « Diego Velasco », jusqu'à sa vente en 1750 au Pape Benoît XIV pour son incorporation au musée du Capitole.